# Carta Marina

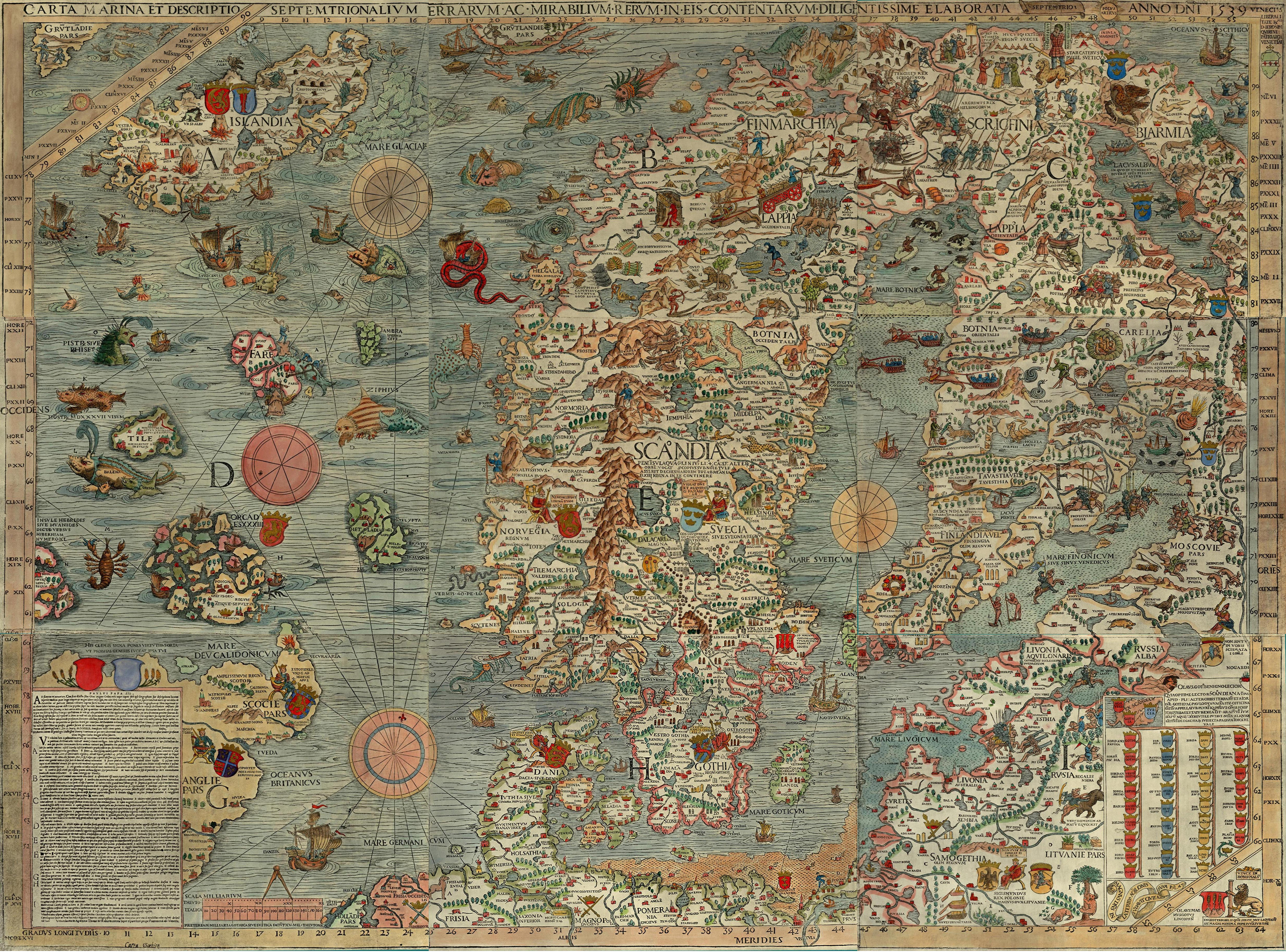
Carta Marina

Carta Marina (Mapa Morska), właśc. Carta marina et descriptio septentrionalium terrarum – pierwsza mapa ukazująca w miarę prawidłowy kształt Półwyspu Skandynawskiego i wybrzeża Morza Bałtyckiego. Autorem mapy był późniejszy, ostatni katolicki (tytularny) arcybiskup Uppsali – Olaus Magnus (1490-1557). Prace nad mapą trwały ok. 12 lat, a została wydrukowana w Wenecji w 1539. Wydanie mapy uważa się za moment narodzin szwedzkiej kartografii.

## Historia

### Powstanie mapy
Autorem mapy był Olaus Magnus, który po przemianach reformacyjnych, jakie nastąpiły w Szwecji, zamieszkał w Gdańsku wraz ze swoim bratem Johannesem. Tam za namową biskupa warmińskiego Maurycego Ferbera rozpoczął pracę nad wielką mapą krajów północnych. Prawdopodobnie Ferber udostępnił Magnusowi mapę Prus i wybrzeża Bałtyku sporządzoną przez Mikołaja Kopernika, która była jednym ze wzorców dla Carta Marina. Kolejnymi źródłami dla Magnusa były mapa sporządzona przez biskupa Hansa Braska, jak również szkice i informacje uzyskane od żeglarzy, których Olaus Magnus spotkał w Gdańsku. Jednak podstawą pracy były jego własne zapiski, które sporządzał wcześniej latami podróżując po Skandynawii .
W 1537 Bracia Magnusowie wyjechali z Gdańska do Włoch i w 1539 wydrukowali mapę w Wenecji. Carta Marina od razu wzbudziła wielkie zainteresowanie, jako że pokazywała kraje ówcześnie nieznane w południowej Europie . Mapa była prawdopodobnie wydrukowana w niewielkim nakładzie, a do czasów współczesnych zachowały się dwa znane egzemplarze dzieła. Wydanie mapy uważa się za moment narodzin szwedzkiej kartografii  .
Carta Marina była wstępem innego wielkiego dzieła Olausa Magnusa – Historia de gentibus septentrionalibus (Historia ludów północy) – wydrukowanego w Rzymie w 1555 .
W 1572 włoski grawer Antonio Laferi wykonał pomniejszony miedzioryt mapy. Wszystkie jej egzemplarze były ręcznie kolorowane, jednak zabrakło w niej miejsca dla wielu szczegółów i ilustracji, jakie były w pierwowzorze. Mapa Laferiego była bardziej popularna od mapy Olausa Magnusa i wydrukowano ją w większym nakładzie, dzięki czemu do naszych czasów zachowało się więcej egzemplarzy tej wersji mapy .

### Dalsze dzieje
Przez wiele lat sądzono, że wszystkie egzemplarze Carta Marina z 1539 zostały bezpowrotnie zniszczone. Pojawiające się informacje o odnalezieniu mapy okazywały się odwoływać do późniejszych wydań lub innych prac. W 1886 natrafiono na pierwszy egzemplarz oryginalnej mapy z 1539 w zbiorach monachijskiej Hof- und Staatsbibliothek  . W 1950 zarząd biblioteki uniwersytetu w Uppsali wyraził chęć odkupienia tego egzemplarza mapy, jednak proponowana cena 250 tys. marek znacznie przekraczała możliwości finansowe Szwedów .
Na początku lat 60. XX wieku okazało się, że istnieje drugi egzemplarz oryginalnej mapy z 1539 r. Mapa pochodziła z kolekcji  Emeryka Hutten-Czapskiego. Zarząd biblioteki uniwersytetu w Uppsali postanowił nabyć ten egzemplarz, a negocjatorem został polski slawista związany z uniwersytetem w Uppsali Józef Trypućko. Również w tym przypadku proponowana cena za mapę, odpowiadająca równowartości 150 tys. koron, okazała się być zbyt wysoka na możliwości biblioteki. Z pomocą bibliotece przyszło wydawnictwo Almqvist & Wiksell, które udzieliło pożyczki na zakup. Transakcji dokonano w listopadzie 1962 w Genewie. Od tej pory drugi egzemplarz mapy ma stałą ekspozycję w budynku Carolina Rediviva biblioteki uniwersytetu w Uppsali i należy do najcenniejszych obiektów w jej zbiorach  . Szczegóły zakupu zostały ujawnione dopiero w 2002 ze względu na 40-letni okres niejawności stosowany przez wydział rękopiśmiennictwa biblioteki dotyczący transakcji .

## Opis
Pomimo swej nazwy, Carta Marina nie jest przede wszystkim mapą morską. Jest to pierwsza w miarę dokładna mapa Skandynawii. Do początków XVI wieku wiedza na temat geografii Skandynawii była oparta głównie na opisach Ptolemeusza. Różnice jakie zostały zaznaczone pomiędzy opisami Ptolemeusza i mapą Olausa Magnusa były tak znaczne, że zmieniły całkowicie ludzką wiedzę na temat tego regionu świata .
Carta Marina była pierwszą mapą, która oddawała w miarę dokładny kształt Półwyspu Skandynawskiego i południowych wybrzeży Bałtyku, jak również kierunek i kształt Zatoki Botnickiej. Autor ozdobił mapę dziesiątkami rycin, które przedstawiają codzienne zajęcia ówczesnych mieszkańców tego regionu świata takie jak dojenie renów, budowa łodzi, odlewanie dział czy polowanie na foki .
Górny margines mapy wypełnia jej pełna nazwa. Jak wszystkie opisy w dziele Olausa Magnusa, napis jest po łacinie: Carta marina et descriptio septentrionalium terrarum ac mirabiliumrerum in eis contentarum, diligentissime elaborata anno dni 1539. Dalej widoczny jest napis: Veneciis liberalitate R:mi d. Ieronimi Quirini Patriarche Venetiæ.

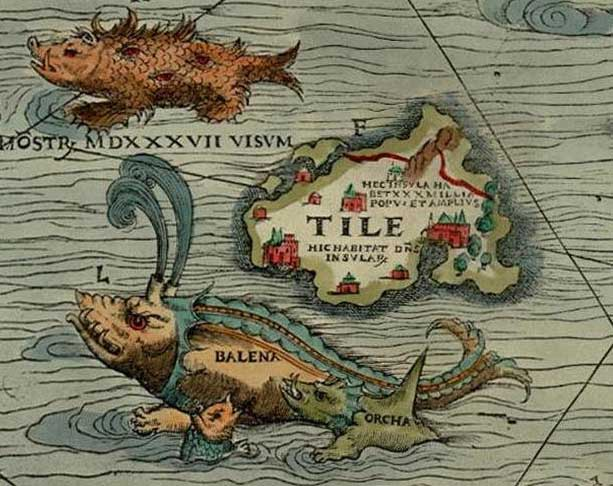
Fragment mapy ukazujący nieistniejącą wyspę Thule

Carta Marina jest mapą ścienną, która składa się z dziewięciu oddzielnie drukowanych drzeworytów o wymiarach 55 × 40 cm. Po złożeniu tworzą arkusz mający 1,25 m długości i 1,70 m szerokości . Każda z części jest oznaczona wielkimi literami A, B, C, D, E, F, G, H oraz I. Ponadto każda część opatrzona została dodatkowymi oznaczeniami ilustracji, do których użyto nieco mniejszych liter. Na część G składa się legenda opisująca po łacinie zawartość mapy .
Do mniejszych oznaczeń literowych były dołączone trzy różne opisy. Opis po łacinie w lewym dolnym rogu mapy i dwa oddzielnie drukowane. Jeden w języku włoskim a drugi w niemieckim. Mapa była kierowana głównie do odbiorcy włosko- i niemieckojęzycznego, a że ci drudzy byli znacznie bliżej Skandynawii i cześć tamtejszych zwyczajów nie była im obca, to opis w języku niemieckim był znacznie uboższy od włoskiego. Nie musiał zawierać tylu entuzjastycznych i lekko przesadzonych opowiadań, co opis w języku włoskim .
Autor chciał przekazać włoskiemu czytelnikowi obraz dotychczas nieznanych krajów skandynawskich z ich skarbami i historią ukazując je jako nie mniej rozwinięte od państw południowej Europy. W opisie nie zabrakło wzmianki o Kościele Katolickim, który wiele stracił i wycierpiał w wyniku reformacji .
Na mapie widnieją dwie nieistniejące wyspy. Pierwszą jest legendarna wyspa Thule (Tile), która według Magnusa znajduje się na Atlantyku. Drugą jest „Insula magnettim” mająca być rzekomo biegunem magnetycznym.
Obydwa zachowane egzemplarze mapy nie są kolorowane. Nabywca mógł pokolorować mapę we własnym zakresie. W tym celu pozostawiono również puste tarcze herbowe nad łacińskimi opisami, żeby właściciel mapy mógł ją uzupełnić o własny herb. Natomiast wszystkie mapy Laferisa z 1572 były ręcznie kolorowane .